# 콘라트 2세 폰 케른텐 공작
콘라트 2세(Konrad II, 1003년경 - 1039년 7월 20일) 또는 청년 콘라트(Konrad der Jüngere)는 신성 로마 제국의 귀족으로, 케른텐 공작이자 베로나 후작, 보름스가우, 슈파이어가우, 나헤가우의 백작이었다. 슈파이어 백작이자 프랑켄 공작으로 신성 로마 제국 황제위를 계승한 콘라트 2세의 사촌 동생이자, 하인리히 2세 사후 유력한 왕위 계승자 후보의 한 사람이었다. 그는 황제였던 사촌 콘라트 2세에 대항해 반란을 일으켰지만 실패했다.

## 생애
콘라트는 케른텐 공작 콘라트 1세의 아들로 태어났다. 1011년 아버지 케른텐 공작 콘라트가 죽자 그의 어머니 슈바벤의 마틸다는 하로렌의 공작 프리드리히와 재혼하였다. 하인리히 2세는 8세인 그가 공작직을 맡기는 어렵다고 보고, 그의 아버지 콘라트의 경쟁자였던 에픈슈타인의 아달베르토에게 케른텐 공작직을 넘겼다. 1002년 오토 3세 사후 그의 할아버지 케른텐 공 오토와 아버지 콘라트는 유력한 왕위 계승권자였다. 1024년 하인리히 2세가 자식 없이 사망했을 때 콘라트는 같은 이름을 가진 슈파이어백작이자 프랑켄 공작인 사촌 콘라트와 함께 유력한 왕위 계승 후보자였다. 그러나 독일의 왕위는 슈파이어와 프랑켄의 콘라트 2세에게로 넘어갔다.
그는 사촌 콘라트 2세에게 왕위 포기의 대가로 자신의 공작령을 자치령이 되도록 인정받았다. 그러나 아우구스부르크의 부활절 축하에서 그는 콘라트 2세를 반대했고, 이후 계속 자신의 사촌과 충돌했다. 콘라트는 1025년 황제 콘라트 2세의 이탈리아 원정 기간 동안 그의 반역을 계속했다. 그는 귀족들에게 호서하여 계속해서 황제 콘라트 2세를 축출하려 했다. 1027년 9월 9일 황제 콘라트 2세는 그에게 보름스를 영지로 주었다. 그러나 1027년 그는 사촌 형 콘라트 2세가 신성 로마 제국 황제관을 받으러 이탈리아로 갔을 때 다른 친척, 귀족들과 함께 콘라트 2세에 대한 반란을 기도했으나 진압되었다. 그러나 황제 콘라트는 자신의 사촌을 죽이지는 않았다. 1035년 황제 콘라트 2세는 케른텐 공작이자 베로나 후작 에픈슈타인의 아달베르토를 반역 혐의로 영지를 몰수하고, 콘라트를 케른텐 공작과 베로나 후작직에 임명했다. 이는 원래 그의 아버지 콘라트와 할아버지 오토의 영지였다. 1039년 7월 20일에 사망했는데, 아들은 쿠노(Cuno)라는 아들이 한 명 전한다. 콘라트의 영지는 사촌 형 황제 콘라트 2세의 아들인 하인리히 3세가 상속받았다.